# Universität für Architektur und Stadtplanung Ion Mincu

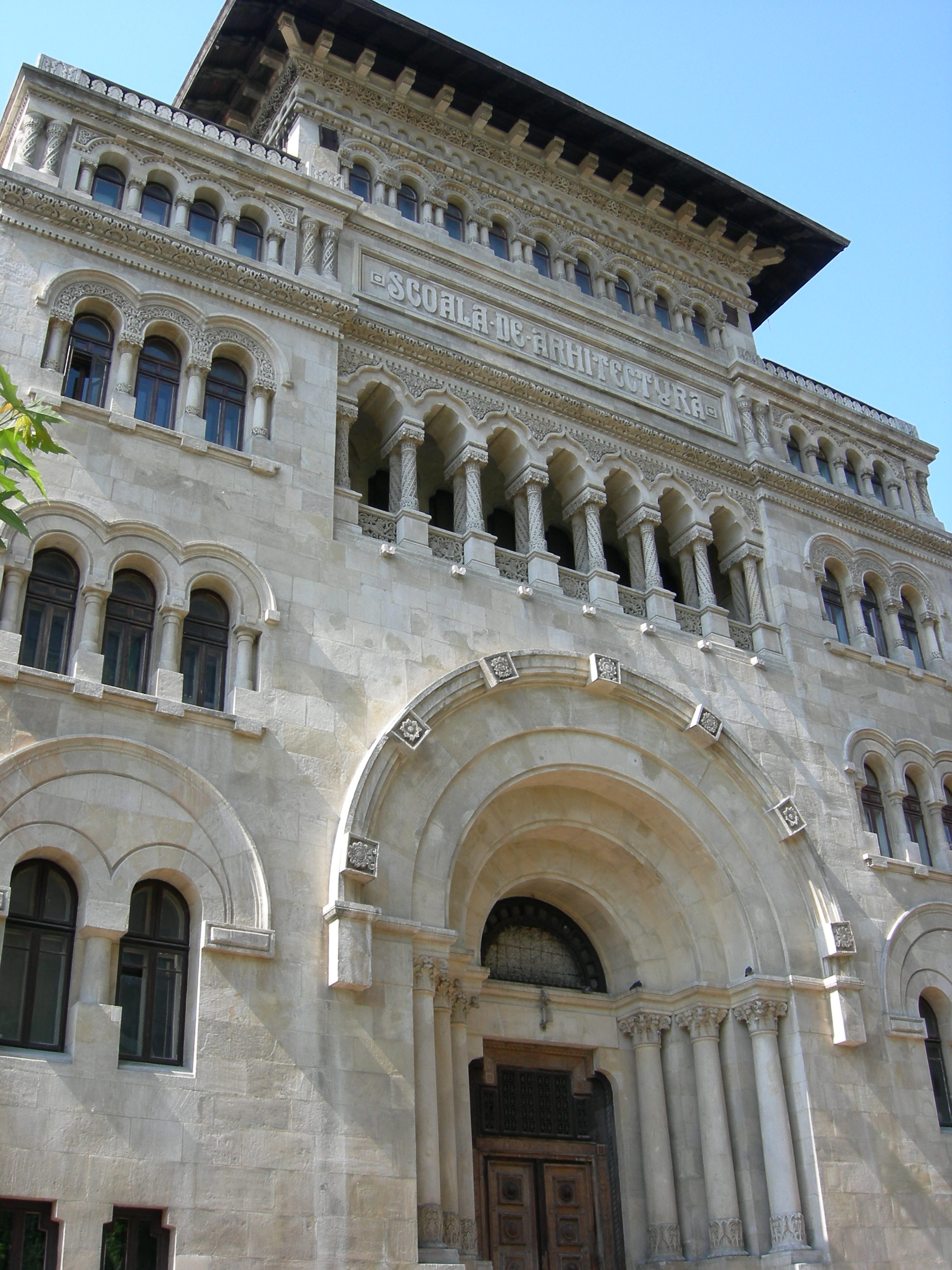
Fakultätsgebäude 1 der Universität

Die Universität für Architektur und Stadtplanung „Ion Mincu“ (rumänisch: Universitatea de Arhitectură și Urbanism Ion Mincu – Abkürzung: UAUIM) ist eine spezialisierte staatliche Universität für Architektur und Stadtplanung mit Sitz in Bukarest.

## Geschichte
1864 wurde per königlichem Dekret eine Architekturschule eingerichtet worden, die aber kaum Schüler fand; die meisten Architekten studierten an der Pariser École des Beaux-Arts. Nach deren Vorbild gründete die rumänische Architektenvereinigung unter der Führung von Ion Mincu am 15. Oktober 1892 eine private Architekturschule. Mit der Bildungsreform 1897 wurde sie zur Nationalschule für Architektur, innerhalb der staatlichen Schule der Schönen Künste. 1904 wurde sie unabhängig, 1931 in Akademie für Architektur umbenannt und mit allen akademischen Rechten ausgestattet. 1952 wurde sie zum Ion-Mincu-Institut für Architektur (abgekürzt IAIM), 1997 erhielt sie die heutige Bezeichnung. Rektor der Universität ist seit 2000 Emil Barbu Popescu.
Während der 1960er Jahre des Warschauer Paktes und der 1990er des politischen und technologischen Wandels wurde die UAUIM zu einem Brennpunkt der gesellschaftlichen Entwicklung. Sie gilt als progressive und sozialkritische Ausbildungsstätte und bedeutendste Architekturschule in Rumänien.

## Fakultäten
- Architektur
- Innenarchitektur
- Städtebau

## Bekannte Dozenten
- Andrei Șerbescu (* 1977), Architekt und Dozent
- Laura Cristea (* 1987), Architektin und Gastprofessorin